# Czernielów Ruski
Czernielów Ruski (ukr. Чернелів-Руський) – wieś na Ukrainie w rejonie tarnopolskim należącym do obwodu tarnopolskiego.
Północna część wsi nosiła nazwę Czołhańszczyzna.

## Zabytki
- cerkiew pw. Opieki Matki Bożej z 1912 r.
- Zamek w Czernielowie Ruskim, wybudowany w XVII w.[2]
- сmentarzysko kultury czerniachowskiej, stanowisko archeologiczny o znaczeniu lokalnym

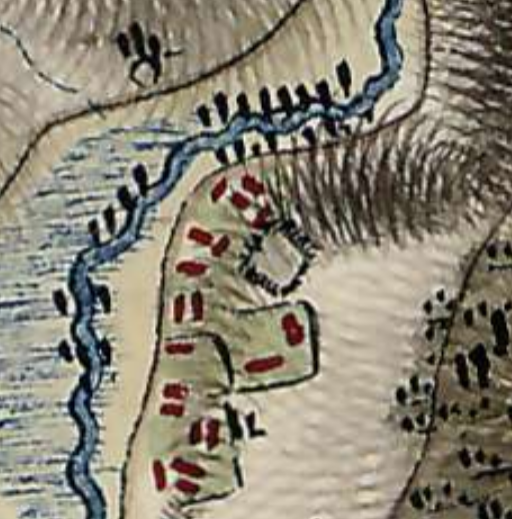
Zamek na maapie